# 韦利杰

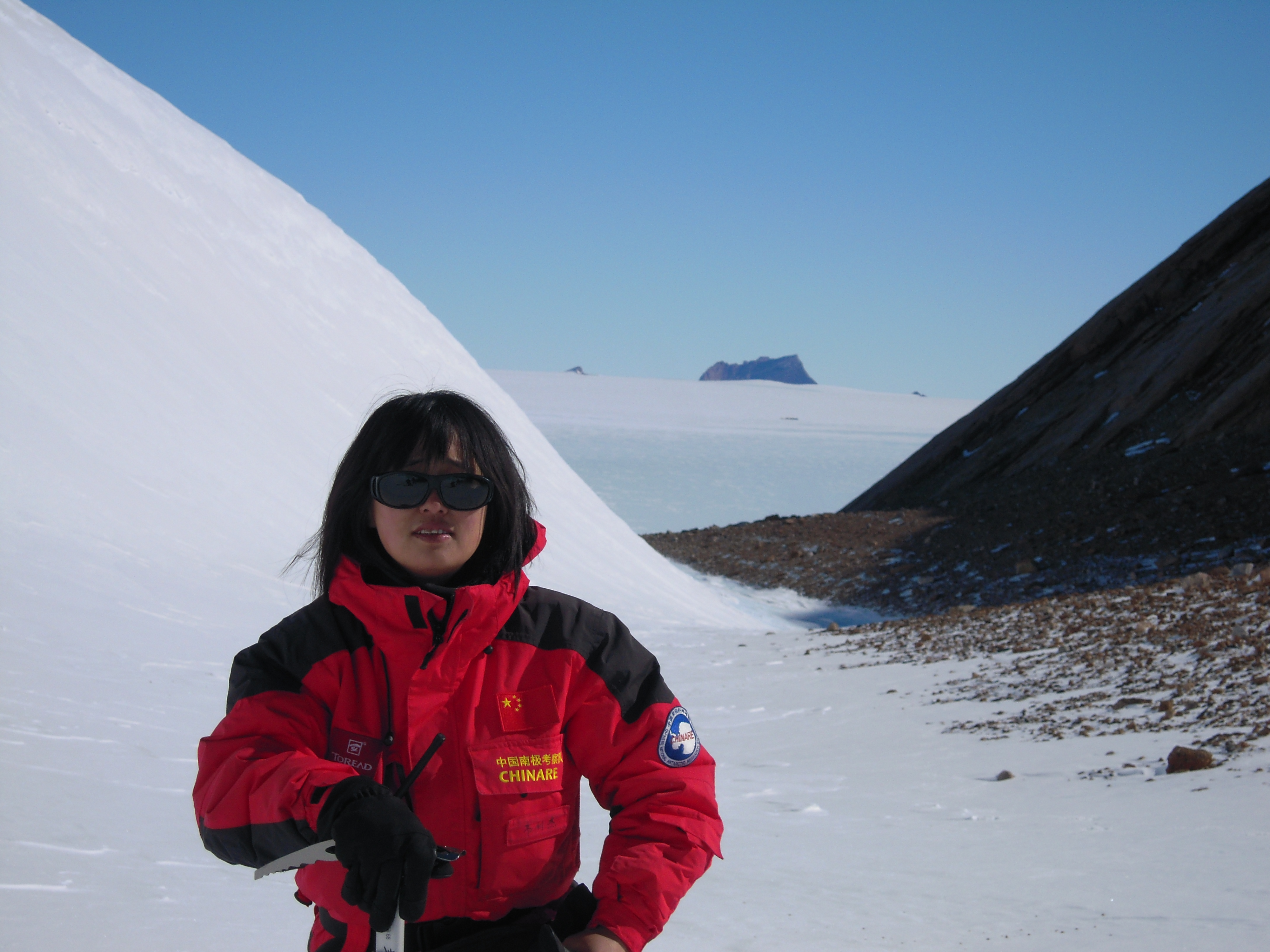
韋利傑於南極

韦利杰（1974年—），是中国地质科学院地质力学研究所助理研究员。研究的领域包括南极洲和青藏高原的古生物学和地层学。

## 生平
1974年出生于河北隆尧县。2006在兰州大学获得古生物学与地层学硕士学位，并于2011年在中国科学院青藏高原研究所获得构造地质学博士学位。

## 学术成就及影响
韦利杰自2013年起在中国地质科学院地质力学研究所担任助理研究员。她的主要研究方向包括古生物学和地层学，特别侧重于青藏高原和南极洲新生代孢粉学。她曾担任中国国家自然科学基金青年基金项目“东南极兰伯特冰川东西两侧新近纪孢粉学研究”的第一负责人。
她于2009年10月－2010年4月间，随中国第26次南极科学考察队赴南极考察， 是中国第一位从陆路进入南极内陆的女科研队员。
2011年8月自10月韦利杰以访问学者身份赴新西兰，Institute of Geological and Nuclear Science开展学术访问。2011年自2013年她在中国科学院地质与地球物理研究所开展博士后工作。

## 学术成果
- Guangwei, Li; Xiaohan, Liu; Alex, Pullen; Lijie, Wei; Xiaobing, Liu; Feixin, Huang; Xuejun, Zhou. . Earth and Planetary Science Letters. 2010-09-01, 297 (3–4): 461–470. doi:10.1016/j.epsl.2010.06.050.
- Wei, L.j.; Raine, J.i.; Liu, X.h. . Antarctic Science. 2014-02-01, 26 (01): 69–79. ISSN 1365-2079. doi:10.1017/S0954102013000278.
- . www.cnki.net.   [2016-06-19]. （原始内容存档于2016-08-18）.